# SQLAlchemy
SQLAlchemy est un toolkit open source SQL et un mapping objet-relationnel (ORM) écrit en Python et publié sous licence MIT.
SQLAlchemy a opté pour l'utilisation du pattern data mapper plutôt que l'active record utilisés par de nombreux autres ORM.
SQLAlchemy a été publié en février 2006 et est rapidement devenu l'un des ORM les plus utilisés par la communauté Python. 